# Emin Agalarov
Pour les articles homonymes, voir Agalarov.
Emin Agalarov (azéri : Emin Araz oğlu Ağalarov; russe : Эмин Агаларов), né le 17 décembre 1979 à Bakou est un chanteur et auteur-compositeur de jazz/pop azéri.

## Biographie
Emin Agalarov est devenu célèbre pour sa chanson Still, qui a été un succès tant en Azerbaïdjan et en Russie. En 2010, il sort son album Wonder au Royaume-Uni. Il est apparu dans l'émission This Morning pour effectuer son premier single Obvious. Le Clip a été tourné à Bakou et la chanson devient un hit. Suite single Any Time You Fall est aussi devenu un hit. Il est l'artiste de l'Est premier Européen qui avait toujours un « Record of the Week » par la BBC Radio 2.
Il est le fils d'Aras Agalarov (en). Emin est aussi un homme d'affaires, et parmi GQ Russie hommes d'affaires de l'année 2011. Son professeur de chant était Muslim Magomayev.

## Discographie
- 2006 : Still
- 2007 : Incredible
- 2008 : Obsession
- 2009 : Devotion
- 2010 : Wonder
- 2012 : After the Thunder
- 2013 : На краю (Sur les confins)
- 2014 : Amor
- 2015 : The Falling 8
- 2016 : Love is a Deadly Game
- 2014 : Начистоту (Franchement)
- 2015 : More Amor
- 2015 : 8 в падении (8 dans la chute)
- 2016 : Love Is a Deadly Game
- 2017 : Прости, моя любовь (Pardonne-moi mon amour)
- 2018 : Неба не боялись (On ne craignait pas le ciel)
- 2018 : Мой Азербаджан (Mon Azerbaïdjan, traduction en français disponible[6])
- 2019 : Ялтинский вечер (Un soir à Yalta)
- 2023 : КАМИН (Cheminée)